# ويندي لويس
ويندي لويس (بالإنجليزية: Wendy Lewis)‏ هي كاتبة غير روائية أسترالية، ولدت في 29 يوليو 1962 في سيدني في أستراليا.